# Marie-Laure Denis
Pour les articles homonymes, voir Denis.
Marie-Laure Denis, née Bernard le 15 octobre 1967, est une haute fonctionnaire française. Conseillère d’État, elle est présidente de la CNIL depuis février 2019.

## Biographie

### Jeunesse et études
Marie-Laure Denis est diplômée de l’Institut d’études politiques de Paris (1988, section Service Public), où elle obtient, en 2015, le certificat d'administrateur de sociétés. 
Elle est ensuite admise à l’École nationale d’administration (promotion « Condorcet »), d'où elle sort au Conseil d’État en 1991.

### Parcours professionnel
Elle occupe diverses fonctions à la mairie de Paris (directrice de cabinet pour Jean Tiberi entre 1995 et 1998), à l’Institut d'études politiques de Paris, à l’École nationale de la magistrature et auprès du ministères entre 2002 et 2004 - notamment dans le gouvernement Raffarin.
Elle devient ensuite directrice adjointe du cabinet du ministre de la santé Jean-François Mattei, puis directrice du cabinet auprès de ministre délégué à la famille spécialisée sur les questions de pornographie à la télévision,.
En mars 2004, elle rejoint le Conseil supérieur de l’audiovisuel en tant que présidente du groupe radio ; elle quitte le CSA en 2010 pour intégrer l’Arcep à partir de janvier 2011.
En janvier 2019, elle est pressentie pour prendre la tête de la Commission nationale informatique et libertés sur proposition de l’Élysée. Sa nomination est validée par le parlement le 31 janvier, et elle succède à Isabelle Falque-Pierrotin à compter du 2 février. Cette désignation est la première à intervenir en suivant la nouvelle procédure, qui accroît la dépendance de la Commission nationale de l'informatique et des libertés (France) vis-à-vis de l'exécutif en retirant au collège de ses commissaires le pouvoir de choisir parmi leurs membres, et la personne qui occupera le poste de  présidence.
Elle est reconduite dans ses fonctions de présidente de la CNIL le 17 janvier 2024 à la suite de l’avis favorable des commissions des lois et du Sénat pour un mandat de 5 ans.

## Vie privée
Marie-Laure Denis, née Bernard, est la fille de l'inspecteur des Finances Jean-René Bernard, ancien secrétaire général adjoint de l'Élysée (1973-1974). Elle est mariée à Jean-Pierre Denis, inspecteur des Finances, lui-même ancien secrétaire général adjoint de l'Élysée (1995-1998), à présent banquier.

## Distinctions
- Chevalière de la Légion d'honneur (2010)[12]
- Officière de l'ordre national du Mérite (2019)[13], chevalière en 2005.